# Onuris graminifolia
Onuris graminifolia är en korsblommig växtart som beskrevs av Rodolfo Amando Philippi. Onuris graminifolia ingår i släktet Onuris och familjen korsblommiga växter.

## Underarter
Arten delas in i följande underarter:
- O. g. austroamericana
- O. g. graminifolia